# Loi de composition de Gauss
Pour les articles homonymes, voir Gauss (homonymie).
En mathématiques, en théorie des nombres, la loi de composition de Gauss est une règle, découverte par Carl Friedrich Gauss, utilisée effectuer une opération binaire sur des formes quadratiques binaires entières (FQBE). Gauss a présenté cette règle dans ses Disquisitiones Arithmeticae, un manuel de théorie des nombres publié en 1801, aux articles 234 à 244. La loi de composition de Gauss est l'un des résultats les plus profonds de la théorie des FQBE, et sa formulation ainsi que les preuves de ses propriétés telles que données par Gauss sont généralement considérées comme très compliquées et très difficiles. Plusieurs mathématiciens ont ultérieurement simplifié la formulation de la loi de composition et l'ont présentée sous un format adapté aux calculs numériques. Le concept a également trouvé des généralisations dans plusieurs domaines.

## Formes quadratiques binaires entières
Une expression de la forme {\displaystyle Q(x,y)=\alpha x^{2}+\beta xy+\gamma y^{2}}, où {\displaystyle \alpha ,\beta ,\gamma ,x,y} sont tous entiers, est appelée forme quadratique binaire intégrale (FQBE). La forme {\displaystyle Q(x,y)} est appelé une FQBE primitive si {\displaystyle \alpha ,\beta ,\gamma } sont premiers entre eux. La quantité {\displaystyle \Delta =\beta ^{2}-4\alpha \gamma } est appelé le discriminant de la FQBE {\displaystyle Q(x,y)}. Un nombre entier {\displaystyle \Delta } est le discriminant d'un FQBE si et seulement si {\displaystyle \Delta \equiv 0,1(\mathrm {mod} \,\,4)}. {\displaystyle \Delta } est appelé discriminant fondamental si et seulement si l’une des affirmations suivantes est vraie :
- {\displaystyle \Delta \equiv 1\,\,(\mathrm {mod} \,\,4)} et est sans facteur carré,
- {\displaystyle \Delta =4m} où {\displaystyle m\equiv 2,3\,\,(\mathrm {mod} \,\,4)} et {\displaystyle m} est sans facteur carré.

- Si {\displaystyle \Delta <0} et {\displaystyle \alpha >0} alors {\displaystyle Q(x,y)} est dite définie positive
- Si {\displaystyle \Delta <0} et {\displaystyle \alpha <0} alors {\displaystyle Q(x,y)} est dite négative définie
- Si {\displaystyle \Delta >0} alors {\displaystyle Q(x,y)} est dit indéfinie.

### Équivalence des FQBE
Deux FQBE {\displaystyle g(x,y)} et {\displaystyle h(x,y)} sont dites improprement équivalentes si
{\displaystyle \alpha \delta -\beta \gamma =-1} et {\displaystyle g(\alpha x+\beta y,\gamma x+\delta y)=h(x,y).}
On notera {\displaystyle g(x,y)\sim h(x,y)} lorsque {\displaystyle g(x,y)} et {\displaystyle h(x,y)} sont équivalents. {\displaystyle \sim } est une relation d'équivalence. La classe d'équivalence de {\displaystyle g(x,y)} est noté {\displaystyle [g(x,y)]}.
On dit que deux FQBE {\displaystyle g(x,y)} et {\displaystyle h(x,y)} sont équivalentes (ou proprement équivalents) s'il existe des entiers {\displaystyle \alpha ,\beta ,\gamma ,\delta } tels que
{\displaystyle \alpha \delta -\beta \gamma =1} et {\displaystyle g(\alpha x+\beta y,\gamma x+\delta y)=h(x,y).}
Il s'agit également d'une relation d'équivalence.
Le discriminant est un invariant d'équivalence (propre et impropre)

## Formulation de Gauss de la loi de composition

### Contexte historique
L'identité suivante, appelée identité de Brahmagupta, était connue du mathématicien indien Brahmagupta qui l'utilisa pour calculer des approximations fractionnaires de racines carrées d'entiers positifs :
{\displaystyle (x^{2}+Dy^{2})(u^{2}+Dv^{2})=(xu+Dyv)^{2}+D(xv-yu)^{2}}
En écrivant {\displaystyle f(x,y)=x^{2}+Dy^{2}} cette identité peut être réécrite sous la forme suivante :
{\displaystyle f(x,y)f(u,v)=f(X,Y)} où {\displaystyle X=xu+Dyv,\;Y=xv-yu}.
La loi de composition des FQBE de Gauss généralise ceci à une identité de la forme {\displaystyle g(x,y)h(u,v)=F(X,Y)} où {\displaystyle g(x,y),\;h(x,y),\;F(X,Y)} sont toutes des FQBE et {\displaystyle X,Y} sont des combinaisons linéaires des produits {\displaystyle xu,xv,yu,yv}.

### La loi de composition des FQBE
Soient les FQBE suivants :
{\displaystyle g(x,y)=ax^{2}+bxy+cy^{2}}
{\displaystyle h(x,y)=dx^{2}+exy+fy^{2}}
{\displaystyle F(x,y)=Ax^{2}+Bxy+Cy^{2}}
S'il est possible de trouver des entiers {\displaystyle p,q,r,s} et {\displaystyle p^{\prime },q^{\prime },r^{\prime },s^{\prime }} tel que les six nombres suivants
{\displaystyle X=pxu+qxv+ryu+syv}
{\displaystyle Y=p^{\prime }xu+q^{\prime }xv+r^{\prime }yu+s^{\prime }yv}
soient premiers entre eux et tels que si
{\displaystyle pq^{\prime }-qp^{\prime }=2,pr^{\prime }-rp^{\prime }=5,ps^{\prime }-sp^{\prime }=3,qr^{\prime }-rq^{\prime }=0,qs^{\prime }-sq^{\prime }=4,rs^{\prime }-sr^{\prime }=10}.
on a l'égalité suivante
{\displaystyle g(x,y)h(u,v)=F(X,Y)}
alors on dit que {\displaystyle F(x,y)} est une composée des formes {\displaystyle g(x,y)} et {\displaystyle h(x,y)}. On peut noter qu'un composéee de deux FQBE, s’il existe, n’est pas nécessairement unique.

### Exemple
Soient les FQBI suivantes :
{\displaystyle g(x,y)=2x^{2}+3xy-10y^{2}}
{\displaystyle h(x,y)=5x^{2}+3xy-4y^{2}}
{\displaystyle F(x,y)=10x^{2}+3xy-2y^{2}}
On pose
{\displaystyle [p,q,r,s]=[1,0,0,2],\quad [p^{\prime },q^{\prime },r^{\prime },s^{\prime }]=[0,2,5,3]}
On a
{\displaystyle X=pxu+qxv+ryu+syv=xu+2yv},
{\displaystyle Y=p^{\prime }xu+q^{\prime }xv+r^{\prime }yu+s^{\prime }yv=2xv+5yu+3yv}.
Ces six nombres sont bien premiers entre eux.
De plus, soient 
{\displaystyle g(x,y)h(u,v)=F(X,Y)}.
On peut alors vérifier que
{\displaystyle g(x,y)\sim g^{\prime }(x,y)}
{\displaystyle h(x,y)\sim h^{\prime }(x,y)}
Ainsi {\displaystyle F(x,y)} est une composée de {\displaystyle g(x,y)} et {\displaystyle h(x,y)}.

## Un algorithme pour trouver le composite de deux FQBE
L'algorithme suivant peut être utilisé pour calculer une composée de deux FQBE.

### Algorithme
Étant donné les FQBE suivantes ayant le même discriminant {\displaystyle \Delta } :
{\displaystyle f_{1}(x,y)=a_{1}x^{2}+b_{1}xy+c_{1}y^{2}}
{\displaystyle f_{2}(x,y)=a_{2}x^{2}+b_{2}xy+c_{2}y^{2}}
{\displaystyle \Delta =b_{1}^{2}-4a_{1}c_{1}=b_{2}^{2}-4a_{2}c_{2}}
1. Calculer {\displaystyle \beta ={\frac {b_{1}+b_{2}}{2}}}
2. Calculer {\displaystyle n=pgcd(a_{1},a_{2},\beta )}
3. Calculer {\displaystyle t,u,v} tel que {\displaystyle a_{1}t+a_{2}u+\beta v=n}
4. Calculer {\displaystyle A={\frac {a_{1}a_{2}}{n^{2}}}}
5. Calculer {\displaystyle B={\frac {a_{1}b_{2}t+a_{2}b_{1}u+v(b_{1}b_{2}+\Delta )/2}{n}}}
6. Calculer {\displaystyle C={\frac {B^{2}-\Delta }{4A}}}
7. Calculer {\displaystyle F(x,y)=Ax^{2}+Bxy+Cy^{2}}
8. Calculer

{\displaystyle X=nx_{1}x_{2}+{\frac {(b_{2}-B)n}{2a_{2}}}x_{1}y_{2}+{\frac {(b_{1}-B)n}{2a_{1}}}y_{1}x_{1}+{\frac {[b_{1}b_{2}+\Delta -B(b_{1}+b_{2})]n}{4a_{1}a_{2}}}y_{1}y_{2}}
{\displaystyle Y={\frac {a_{1}}{n}}x_{1}y_{2}+{\frac {a_{2}}{n}}y_{1}x_{1}+{\frac {b_{1}+b_{2}}{2n}}y_{1}y_{2}}
Alors {\displaystyle F(X,Y)=f_{1}(x_{1},y_{1})f_{2}(x_{2},y_{2})} de sorte que {\displaystyle F(x,y)} est une composée de {\displaystyle f_{1}(x,y)} et {\displaystyle f_{2}(x,y)}.

## Propriétés de la loi de composition

### Existence de la composée
La composée de deux FQBE existe si et seulement si elles ont le même discriminant.

### Formes équivalentes et loi de composition
Soient {\displaystyle g(x,y),\;h(x,y),\;g^{\prime }(x,y),\;h^{\prime }(x,y)} des FQBE tels que :
{\displaystyle F(x,y)\sim F^{\prime }(x,y).}
Si {\displaystyle F(x,y)} est une composée de {\displaystyle g(x,y)} et {\displaystyle h(x,y)}, et {\displaystyle F^{\prime }(x,y)} est un composée de {\displaystyle g^{\prime }(x,y)} et {\displaystyle h^{\prime }(x,y)}, alors
{\displaystyle [g(x,y)]\circ [h(x,y)]=[F(x,y)]}

### Une opération binaire
Soit {\displaystyle D} un entier fixé et {\displaystyle S_{D}} l'ensemble de toutes les FQBE primitives de discriminant {\displaystyle D}. Soit maintenant {\displaystyle G_{D}=S_{D}/\sim } l'ensemble des classes d'équivalences de {\displaystyle S_{D}} pour {\displaystyle \sim }. Soient {\displaystyle [g(x,y)]} et {\displaystyle [h(x,y)]} deux éléments de {\displaystyle G_{D}}. Si {\displaystyle F(x,y)} est une composée des FQBE {\displaystyle g(x,y)} et {\displaystyle h(x,y)} dans {\displaystyle S_{D}}, on définit l'opérateur binaire {\displaystyle \circ } par :
{\displaystyle [g(x,y)]\circ [h(x,y)]=[F(x,y)]}

### Le groupeGD{\displaystyle \mathbf {G_{D}} }
- {\displaystyle (G_{D},\circ )} est un groupe abélien fini

- L'élément neutre de {\displaystyle G_{D}} est{\displaystyle {\begin{cases}[x^{2}-(D/4)y^{2}]&{\text{ if }}D\equiv 0\,(\mathrm {mod} \,\,4)\\[1mm][x^{2}+xy+((1-D)/4)y^{2}]&{\text{ if }}D\equiv 1\,(\mathrm {mod} \,\,4)\end{cases}}}

- L'inverse de {\displaystyle [ax^{2}+bxy+cy^{2}]} est {\displaystyle [ax^{2}-bxy+cy^{2}]}.

## Approche moderne de la loi de composition
L'esquisse suivante de l'approche moderne de la loi de composition des FQBE est basée sur une monographie de Duncan A. Buell. Le livre peut être consulté pour plus de détails et pour des preuves de toutes les propriétés énoncées ci-après.

### Nombres algébriques quadratiques et entiers
Soit {\displaystyle \mathbb {Z} } l'ensemble des entiers. Dans cette section, nous appellerons entiers rationnels les éléments de {\displaystyle \mathbb {Z} } pour les distinguer des entiers algébriques, qu'on redéfinit ici :
Un nombre complexe {\displaystyle \alpha } est un nombre algébrique quadratique s'il satisfait une équation de la forme
{\displaystyle ax^{2}+bx+c=0} avec {\displaystyle a,b,c\in \mathbb {Z} }.
{\displaystyle \alpha } est un entier algébrique quadratique s'il satisfait une équation de la forme
{\displaystyle x^{2}+bx+c=0} avec {\displaystyle b,c\in \mathbb {Z} }
Les nombres algébriques quadratiques sont des nombres de la forme
{\displaystyle \alpha ={\frac {-b+e{\sqrt {d}}}{2a}}} avec {\displaystyle a,b,d,e\in \mathbb {Z} }, où {\displaystyle d} est sans facteurs carrés.
L'entier {\displaystyle d} est appelé la radicande de l'entier algébrique {\displaystyle \alpha }. La norme du nombre algébrique quadratique {\displaystyle \alpha } est définie comme suit :
{\displaystyle N(\alpha )=(b^{2}+e^{2}d)/4a^{2}}.
Soit {\displaystyle \mathbb {Q} } le corps des nombres rationnels. Le plus petit corps contenant {\displaystyle \mathbb {Q} } et un nombre algébrique quadratique {\displaystyle \alpha } est l'extension quadratique de {\displaystyle \mathbb {Q} } dont la base de transcendance est {\displaystyle (1,\alpha )}. Elle est notée notée {\displaystyle \mathbb {Q} (\alpha )}. On peut montrer qu'on a en fait :
{\displaystyle \mathbb {Q} (\alpha )=\mathbb {Q} ({\sqrt {d}})=\{t+u{\sqrt {d}}\,|\,t,u\in \mathbb {Q} \}}
{\displaystyle \Delta ={\begin{cases}4d&{\text{ si }}d\equiv 2{\text{ ou }}3\,\,(\mathrm {mod} \,\,4)\\[1mm]d&{\text{ si }}d\equiv 1\,\,(\mathrm {mod} \,\,4)\end{cases}}}
Soit {\displaystyle d\neq 1} un entier rationnel sans facteurs carrés. L'ensemble des entiers algébriques quadratiques de radicande {\displaystyle d} est noté {\displaystyle O({\sqrt {d}})}. On montre qu'on a en fait :
{\displaystyle O({\sqrt {d}})={\begin{cases}\{a+b{\sqrt {d}}\,|\,a,b\in \mathbb {Z} \}&{\text{ si }}d\equiv 2{\text{ ou }}3\,\,(\mathrm {mod} \,\,4)\\[1mm]\{(a+b{\sqrt {d}})/2\,|\,a,b\in \mathbb {Z} ,a\equiv b\,\,\mathrm {mod} \,\,2)\}&{\text{ si }}d\equiv 1\,\,(\mathrm {mod} \,\,4)\}\end{cases}}}
{\displaystyle O({\sqrt {d}})} est un anneau pour l'addition et la multiplication ordinaires.
Soit 
{\displaystyle \delta ={\begin{cases}-{\sqrt {d}}&{\text{ si }}d{\text{ est pair}}\\[1mm](1-{\sqrt {d}})/2&{\text{ si }}d{\text{ est impair}}\end{cases}}}
alors
{\displaystyle O({\sqrt {d}})=\{a+b\delta ,|a,b\in \mathbb {Z} \}}.

### Idéal d'un corp quadratique
Soit {\displaystyle \mathbf {a} } un idéal de {\displaystyle O({\sqrt {d}})} (c'est-à-dire soit {\displaystyle \mathbf {a} } un sous-ensemble non vide de {\displaystyle O({\sqrt {d}})} stable par addition et fortement stable par multiplication). Alors on peut trouver {\displaystyle \alpha _{1},\alpha _{2}\in O({\sqrt {d}})} tel que n'importe quel élément de {\displaystyle \mathbf {a} } peut être représenté de manière unique sous la forme {\displaystyle \alpha _{1}x+\alpha _{2}y} avec {\displaystyle x,y\in \mathbb {Z} }. Une telle paire d'éléments dans {\displaystyle O({\sqrt {d}})} est appelé une base de l'idéal {\displaystyle \mathbf {a} }. On écrit alors {\displaystyle \mathbf {a} =\langle \alpha _{1},\alpha _{2}\rangle }.
La norme de {\displaystyle \mathbf {a} =\langle \alpha _{1},\alpha _{2}\rangle } est défini par :
{\displaystyle N(\mathbf {a} )=|\alpha _{1}{\overline {\alpha _{2}}}-{\overline {\alpha _{1}}}\alpha _{2}|/{\sqrt {\Delta }}}.
La norme est indépendante du choix de la base.

### Quelques idéaux particuliers
- Le produit de deux idéaux {\displaystyle \mathbf {a} =\langle \alpha _{1},\alpha _{2}\rangle } et {\displaystyle \mathbf {b} =\langle \beta _{1},\beta _{2}\rangle }, noté {\displaystyle \mathbf {a} \mathbf {b} }, est l’idéal engendré par les combinaisons {\displaystyle \mathbb {Z} }-linéaires de {\displaystyle \alpha _{1}\beta _{1},\alpha _{1}\beta _{2},\alpha _{2}\beta _{1},\alpha _{2}\beta _{2}}.

- Un idéal fractionnaire est un sous-ensemble {\displaystyle I} de  {\displaystyle \mathbb {Q} ({\sqrt {\Delta }})} pour lequel les deux propriétés suivantes sont vérifiées :

1. Pour tous {\displaystyle \alpha ,\beta \in I} et pour tous {\displaystyle \lambda ,\mu \in O({\sqrt {d}})}, {\displaystyle \lambda \alpha +\mu \beta \in I}
2. Il existe un entier algébrique {\displaystyle \nu } tel que pour chaque {\displaystyle \alpha \in I}, {\displaystyle \nu \alpha \in O({\sqrt {d}})}

- Un idéal {\displaystyle \mathbf {a} } est appelé idéal principal s’il existe un entier algébrique {\displaystyle \alpha } tel que {\displaystyle \mathbf {a} =\{\lambda \alpha \,|\,\lambda \in O({\sqrt {d}})\}}. Cet idéal principal est alors noté {\displaystyle (\alpha )}.

On peut également prouver ce théorème important :
« Étant donné un idéal (intégral ou fractionnaire) {\displaystyle \mathbf {a} }, il existe un idéal intégral {\displaystyle \mathbf {b} } dtel que {\displaystyle \mathbf {ab} } est un idéal principal. »

### Une relation d'équivalence sur l'ensemble des idéaux
Deux idéaux (intégraux ou fractionnaires) {\displaystyle \mathbf {a} } et {\displaystyle \mathbf {b} } sont dits équivalents (on note alors {\displaystyle \mathbf {a} \sim \mathbf {b} }), s'il existe un idéal principal {\displaystyle (\alpha )} tel que {\displaystyle \mathbf {a} =(\alpha )\mathbf {b} }. Ces idéaux sont dits étroitement équivalents si la norme de {\displaystyle \alpha } est positive. Ces relations sont des relations d'équivalence.
Les classes d'équivalence (respectivement classes d'équivalence étroites) des idéaux fractionnaires d'un anneau d'entiers algébriques quadratiques {\displaystyle O({\sqrt {d}})} forment un groupe abélien pour la multiplication des idéaux. L'élément neutre du groupe est l'ensemble des idéaux principaux (ou, pour l'équivalence étroite, l'ensemble des idéaux principaux de norme positive ). Les groupes de classes d'idéaux et de classes étroites d'idéaux sont appelés le groupe des classes et le groupe étroit des classes de {\displaystyle \mathbb {Q} ({\sqrt {d}})}.

### Formes quadratiques binaires et classes d'idéaux
Le résultat principal qui relie les FQBEs et les classes d’idéaux peut maintenant être énoncé comme suit :
Le groupe des classes de formes quadratiques binaires de discriminant {\displaystyle \Delta } est isomorphe au groupe étroit des classes du corps {\displaystyle \mathbb {Q} ({\sqrt {\Delta }})}.

## Approche de Bhargava

Cube de Bhargava avec les entiers a, b, c, d, e, f, g, h aux coins

Manjul Bhargava, mathématicien canado-américain lauréat de la médaille Fields, a introduit une configuration, appelée cube de Bhargava, de huit nombres entiers {\displaystyle a,b,c,d,e,f} (voir figure) qui permet d'étudier les lois de composition des formes quadratiques binaires et d'autres formes similaires. En définissant les matrices associées aux faces opposées de ce cube comme indiqué ci-dessous
{\displaystyle M_{1}={\begin{bmatrix}a&b\\c&d\end{bmatrix}},N_{1}={\begin{bmatrix}e&f\\g&h\end{bmatrix}},M_{2}={\begin{bmatrix}a&c\\e&g\end{bmatrix}},N_{2}={\begin{bmatrix}b&d\\f&h\end{bmatrix}},M_{3}={\begin{bmatrix}a&e\\b&f\end{bmatrix}},N_{3}={\begin{bmatrix}c&g\\d&h\end{bmatrix}}},
Bhargava construit trois FQBEs comme suit :
{\displaystyle Q_{1}=-\det(M_{1}x+N_{1}y),\,\,Q_{2}=-\det(M_{2}x+N_{2}y)\,\,Q_{3}=-\det(M_{3}x+N_{3}y)}
Bhargava a établi le résultat suivant reliant un cube de Bhargava à la loi de composition de Gauss :
Soit un cube {\displaystyle A} et {\displaystyle Q_{1},Q_{2},Q_{3}} les trois formes quadratiques binaires primitives données par {\displaystyle A}, alors {\displaystyle Q_{1},Q_{2},Q_{3}} ont le même discriminant, et le produit de ces trois formes est l'élément neutre dans le groupe défini par la composition de Gauss. Inversement, si {\displaystyle Q_{1},Q_{2},Q_{3}} sont trois formes quadratiques binaires primitives du même discriminant dont le produit est l'identité sous la composition de Gauss, alors il existe un cube {\displaystyle A} donnant {\displaystyle Q_{1},Q_{2},Q_{3}}.